# 野沢ビーム
野沢 ビーム（のざわ ビーム、1月5日 - ）は、日本の漫画家。富山県出身。

## 主な作品

### 連載
- 怪談と踊ろう、そしてあなたは階段で踊る（『月刊少年シリウス』、講談社、原作：竜騎士07）
- リアライズ（『月刊少年シリウス』、講談社）